# جوني جاكسون
جوني جاكسون (بالإنجليزية: Johnny Jackson)‏ هو موسيقي أمريكي، ولد في 3 مارس 1951 في غاري في الولايات المتحدة، وتوفي في 1 مارس 2006.

## وصلات خارجية
- جوني جاكسون على موقع ميوزك برينز (الإنجليزية)